# Saché (Indre-et-Loire)
Saché település Franciaországban, Indre-et-Loire megyében. Lakosainak száma 1405 fő (2022. január 1.). Saché Azay-le-Rideau, Cheillé, Druye, Neuil, Pont-de-Ruan, Thilouze és Villaines-les-Rochers községekkel határos.

## Népesség
A település népessége az elmúlt években az alábbi módon változott:
| Lakosok száma | 638  | 738  | 868  | 1160 | 1335 | 1377 | 1392 | 1403 | 1411 | 1405 |
|               | 1968 | 1982 | 1990 | 2006 | 2013 | 2015 | 2017 | 2019 | 2020 | 2022 |